# Хуан Піно
Хуан Піно (ісп. Juan Pino; нар. 3 липня 1965, Пінар-дель-Ріо, Куба) — колишній кубинський тенісист.
Найвищу одиночну позицію світового рейтингу — 199 місце досяг 3 лютого 1997, парну — 170 місце — 11 червня 1990 року.

## Титули на челленджерах

### Парний розряд: (1)
| Ранг | Рік  | Турнір               | Покриття | Партнер       | Суперники                      | Рахунок  |
| ---- | ---- | -------------------- | -------- | ------------- | ------------------------------ | -------- |
| 1.   | 1991 | Вінья-дель-Мар, Чилі | Ґрунт    | Маріо Табарес | Габріель Маркус Франсіско Юніс | 6–2, 7–5 |